# Monastero dell'Arcangelo Raffaello
L'ex-Monastero dell'Arcangelo Raffaello si trova tra via Lorenzo Bartolini e Borgo San Frediano a Firenze.

## Storia e descrizione
La chiesa dell'Arcangelo Raffaello vera e propria, fondato nel 1531 sul posto di un precedente ospedale di Santa Lucia della confraternita del Bigallo (1428-1530), si trovava anticamente appena dentro le mura dirimpetto alla Porta San Frediano (oggi è distrutta e vi sono abitazioni civili). Le monache dell'Arcangelo Raffaello, o Romite di Ponte,  nel XIV secolo si formarono in una cappella dedicata all'Arcangelo Raffaello, sull'antico ponte Rubaconte, il Ponte alle Grazie, poi si spostarono in questo sito, dopo una breve sosta nel monastero di San Clemente in via San Gallo.
Accanto ad essa sorgeva il nuovo monastero di Sant'Anna in Verzaia, creato a partire da un oratorio dedicato a San Lorenzino e situato quasi dirimpetto a via San Giovanni. Qui trovarono ricovero le benedettine provenienti dal proprio monastero fuori dalla Porta ("Verzaia" significa campo di verdure), distrutto nell'assedio del 1529. Ad esse, subentrarono nel 1538 le terziarie francescane. I due complessi vennero poi uniti nel tempo.
Soppresso il monastero nel 1748, l'edificio fu dapprima destinato a ospizio per i mendicanti, poi ebbe altre destinazioni che comportarono sostanziali rifacimenti degli ambienti. Nel 1845 il convento fu soppresso e i suoi locali passarono alla Manifattura Tabacchi, quindi ad una caserma. 
La chiesa delle Romite di Ponte in Borgo San Frediano divenne poi uno studio di scultura, dove lavorò Lorenzo Bartolini il quale, dopo la sua morte, cedette lo studio al suo discepolo Pasquale Romanelli, il quale vi lavorò dal 1851 al 1887, vicino al portone principale vi rimane una lapide con medaglione in sua memoria.
Oggi, è la sesta generazione della famiglia Romanelli che porta avanti la tradizione nella scultura, e dopo tutti questi anni la galleria è specializzata, infatti, nella produzione e vendita di sculture di marmo, bronzo e gesso, offrendo anche la possibilità di ordinare sculture su commissione.
Sull'architrave della porta è rimasto un bassorilievo in marmo, scolpito da Cennini, rappresentante L'Arcangelo Raffaello con Tobiolo.

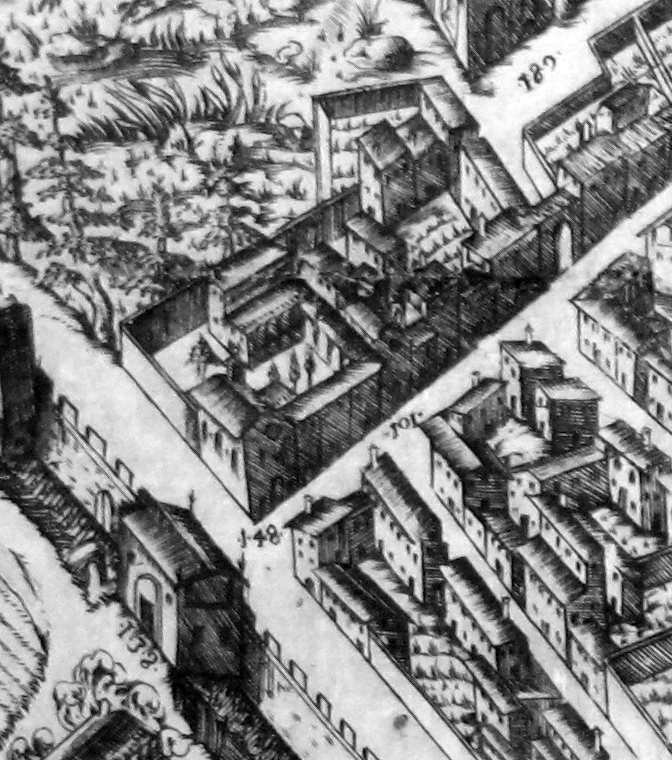
L'Arcangelo Raffaello e Santa Maria di Verzaia nella pianta del Buonsignori (1594)
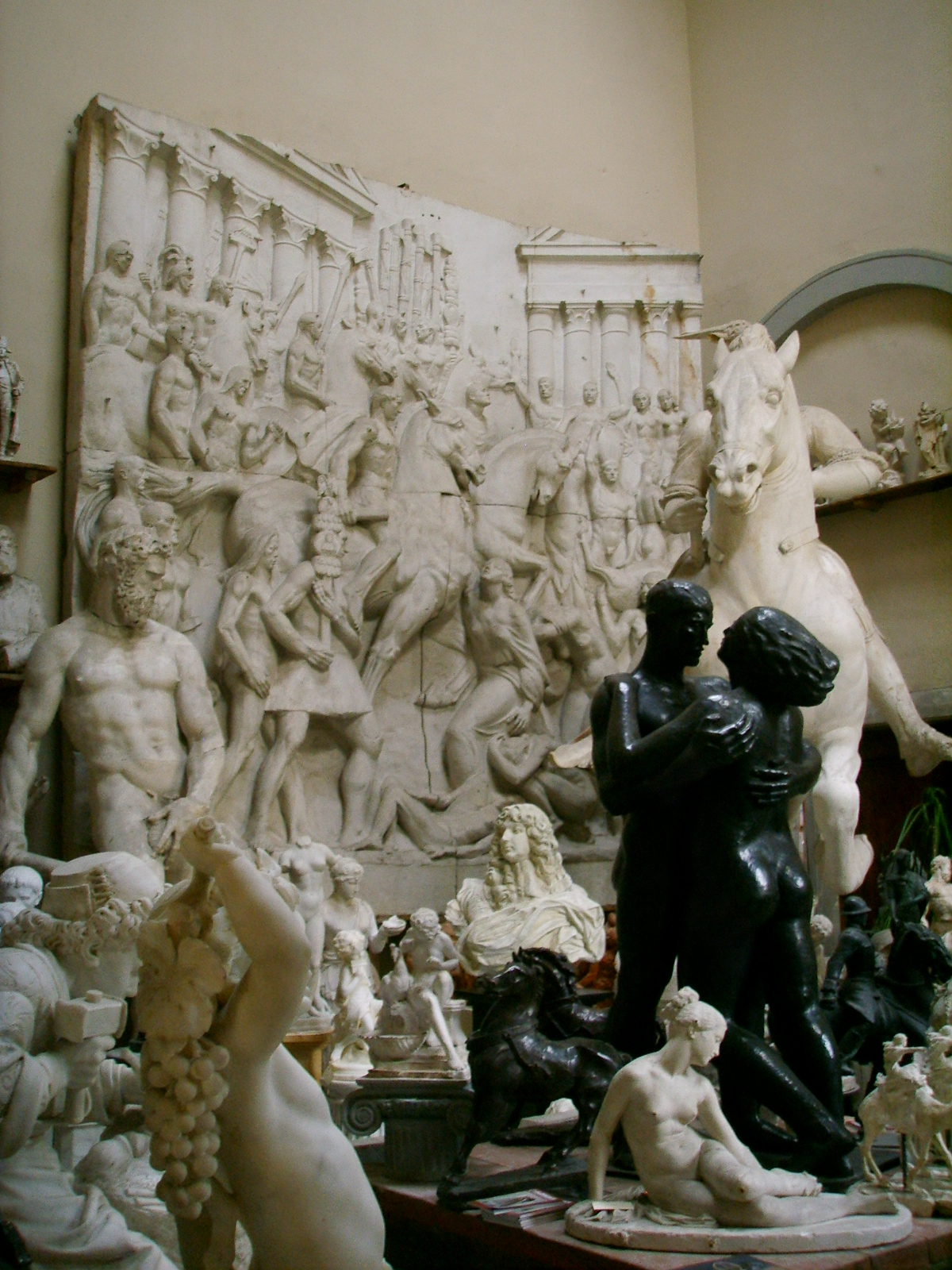
Interno della galleria
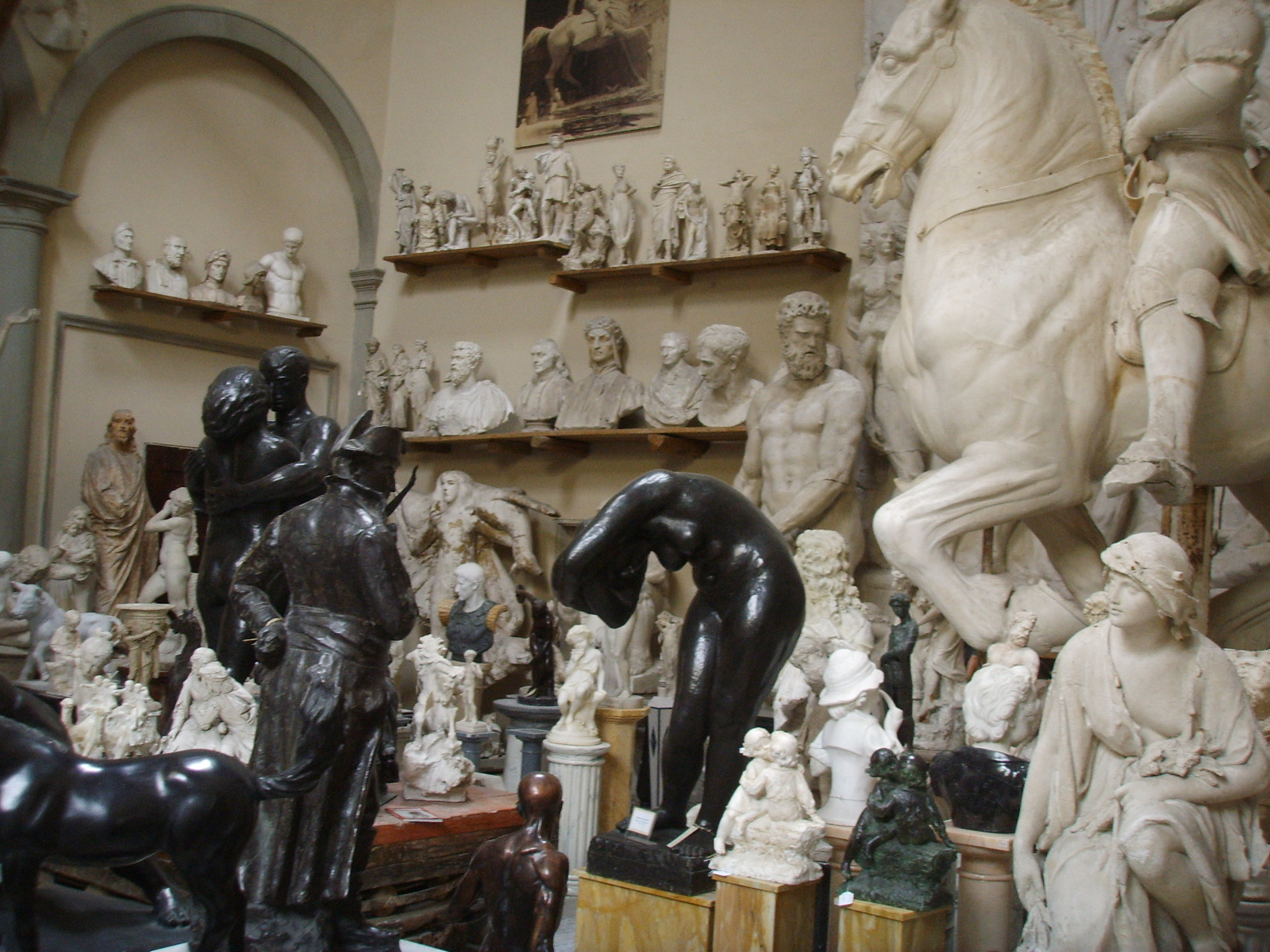
Interno della galleria
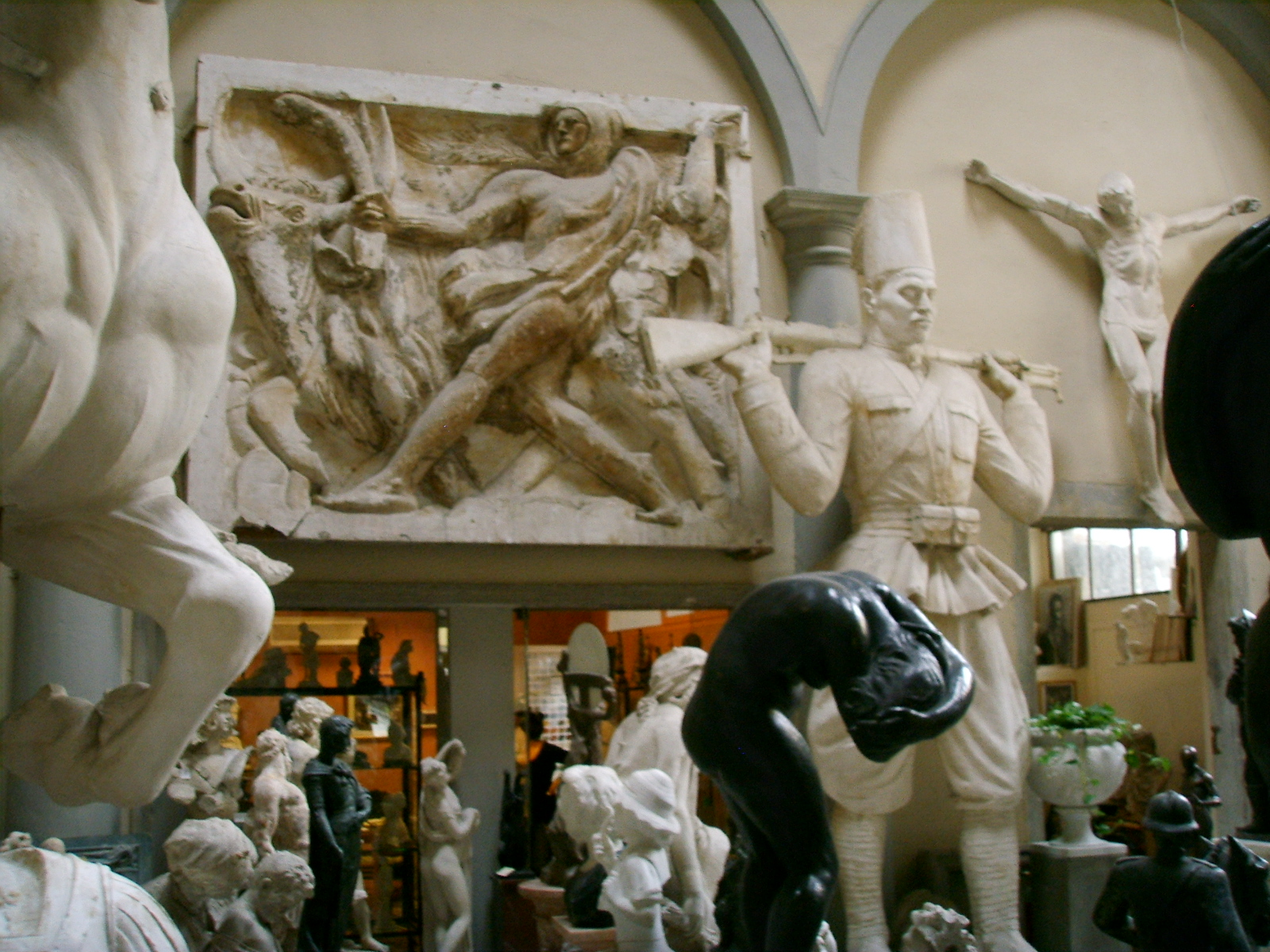
Interno della galleria